# Tetanorhynchus spitzi
Tetanorhynchus spitzi är en insektsart som beskrevs av Piza Jr. 1981. Tetanorhynchus spitzi ingår i släktet Tetanorhynchus och familjen Proscopiidae. Inga underarter finns listade i Catalogue of Life.